# Philip Burke King
Pour les articles homonymes, voir Philip King et King.
Philip Burke King (24 septembre 1903 - 25 avril 1987) est un géologue qui travaille pour l'Institut d'études géologiques des États-Unis. 

## Biographie
Il est né à Chester, Indiana et est diplômé de l'Université d'État de l'Iowa (BA, 1924; MS, 1927) et de l'Université Yale (Ph.D., 1929). Il passe la majeure partie de sa carrière à partir de 1930 en tant que géologue à l'Institut d'études géologiques des États-Unis. Il enseigne dans des universités pendant de courtes périodes : (Texas, 1925–27), Arizona (1929–30), UCLA (1954–56) et, à l'automne 1965, est conférencier invité à l'Université de Moscou.
En 1965, il reçoit la médaille Penrose de la Société américaine de géologie et la Distinguished Service Medal du Département de l'Intérieur des États-Unis. Il est élu à l'Académie américaine des arts et des sciences en 1966. Il assiste à la réunion du Congrès international de géologie à Prague en août 1968, lorsque les Soviétiques envahissent le pays et est évacué à Nuremberg.

## Travaux
King fait ses premiers travaux sur le terrain (1925) dans la région de Marathon, une superficie d'environ 1 600 milles carrés (4 143,980976 km2) dans la partie trans-Pecos du Texas, où diverses roches et structures qui se sont formées au Paléozoïque sont dépouillées de la couverture de strates plus jeunes qui les dissimulent ailleurs dans cette partie du Sud-Ouest. Son premier travail de terrain dans la région de Marathon porte sur les strates marines du Permien qui forment une séquence d'environ 7 000 pieds (2 133,6 m) d'épaisseur sur le côté nord des Montagnes. Au lieu d'une séquence ordonnée, ces strates sont un ensemble désordonné de corps discontinus de roches carbonatées, de schiste et de grès. L'occasion de clarifier la stratigraphie permienne de l'ouest du Texas vient plus tard (1934), lorsque King commence à travailler dans les montagnes du sud de Guadalupe à environ 150 milles (241,4016 km) au nord-ouest des Montagnes. Pendant les travaux de terrain de King là-bas, il a accordé beaucoup d'attention au Capitan Limestone, qui se dresse dans de hautes falaises blanches au sommet des montagnes.
En 1940-1944, la recherche de minéraux stratégiques en temps de guerre par l'Institut d'études géologiques des États-Unis donne à King l'occasion d'enquêter sur les Appalaches en Virginie et au Tennessee, où il démêle et interpréte les plis massifs et les poussées à faible angle de cette région. En faisant ces recherches antérieures, il était conscient de leur signification plus large et développe des synthèses régionales qui aboutissent à ses publications Evolution of North America (1959), the Tectonic Map of the United States (1944; 2e éd. 1962; National Atlas version 1989), et la compilation de la carte tectonique de l'Amérique du Nord (1969).
En 1974, lui et Helen Beikman produisent la carte géologique des États-Unis. Le travail de King et Beikman perdure à l'ère numérique. Leur carte est rééditée, avec les couvertures ArcInfo, sous le nom de US Geological Survey Digital Data Series DDS-11, Release 2.
Cette carte est combinée par José F. Vigil, Richard J. Pike et David G. Howell en 2000, avec l'image numérique en relief créée par Thelin et Pike en 1991, pour créer A Tapestry of Time and Terrain.